# Monts del Cantal

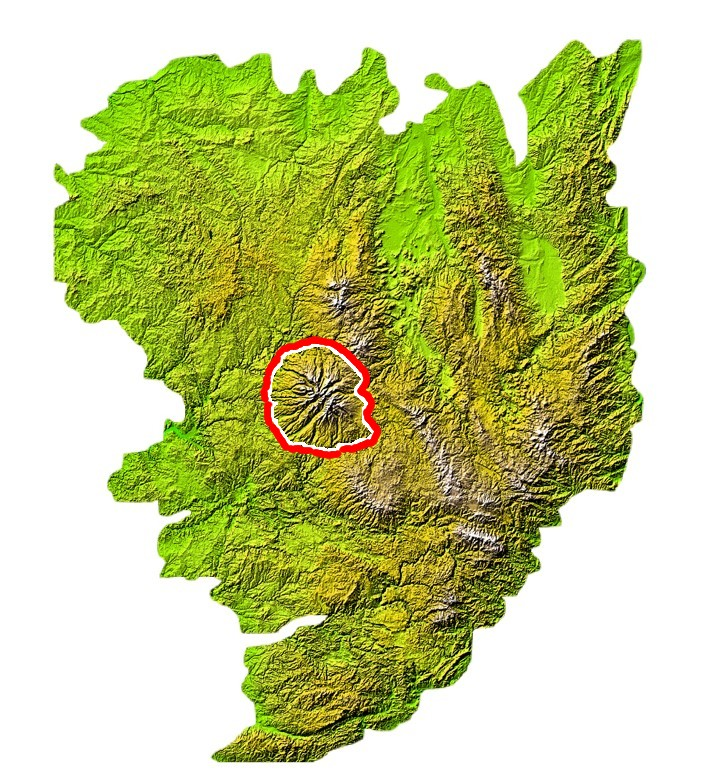
Situació dels Monts del Cantal al Massís Central

Els Monts del Cantal és un massís muntanyós al centre-oest del Massís Central, format pels vestigis del paratge volcànic més gran d'Europa. El paratge es va formar fa 13 milions d'anys i les darrers erupcions van tenir lloc fa 2 milions d'anys. A continuació, els volcans han estat erosionats i esfondrats per diferents meteors, com les glaceres, l'aigua, la neu i el gel. Els monts du Cantal ocupen la major part del departament de Cantal a Alvèrnia-Roine-Alps. Pel nord ocupen la punta nord del departament de l'Avairon.

## Toponímia
L'origen del mot cantal / (chantal en francès), és segons Albert Dauzat, el sufix prellatí allu de l'antiga forma * Cantallu, l'arrel del qual seria de la llengua gal·la Cant = brillant. Els també han rebut el nom de monts Celtiens (Mons Celtarum o Mons Celtus) ·  ·  · . El camí antic que els travessen de nord a sud era conegut amb el nom de Via Celtica.

## Geografia

### Situació
Els monts del Cantal ocupen la part central del departament de Cantal, a la regió d'Alvèrnia-Roine-Alps, que li han donat el nom. També ocupen la punta nord del departament de l'Avairon. La muntanya més alta és el Plom del Cantal, a 1.855 metres d'altitud. Actualment els cims dels monts du Cantal més coneguts són:
- El puèi Marin (1.787 m), que ofereix un panorama circular sobre les valls de Mars, de la Jordanne, de la Rhue de Cheylade i de l'Impradine ;
- El Plom dau Cantal (1.855 m), és accessible des de Super Lioran amb telefèric;
- El puèi Grion, (1.690 m) a 14 km de Vic de Cantal;

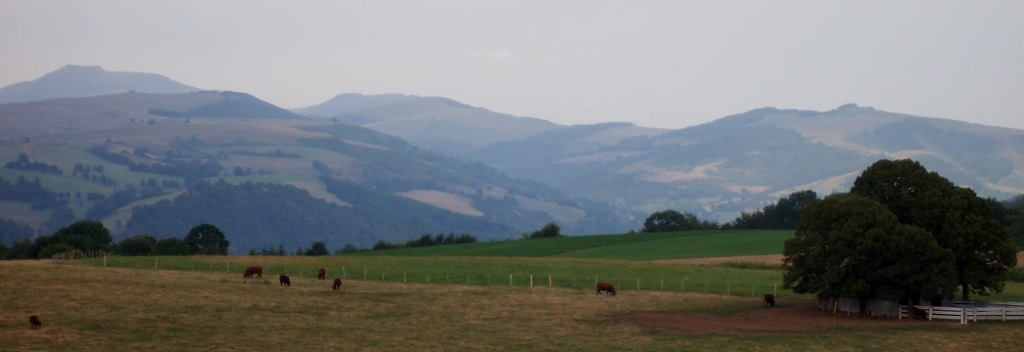
Panoràmica des de Saint-Cernin

- el puy Violent, a 1.592 m.

### Hidrologia
En aquest punt coincideixen tres conques, el Dordonya, el Truyère i el Loira.

## Demografia i economia

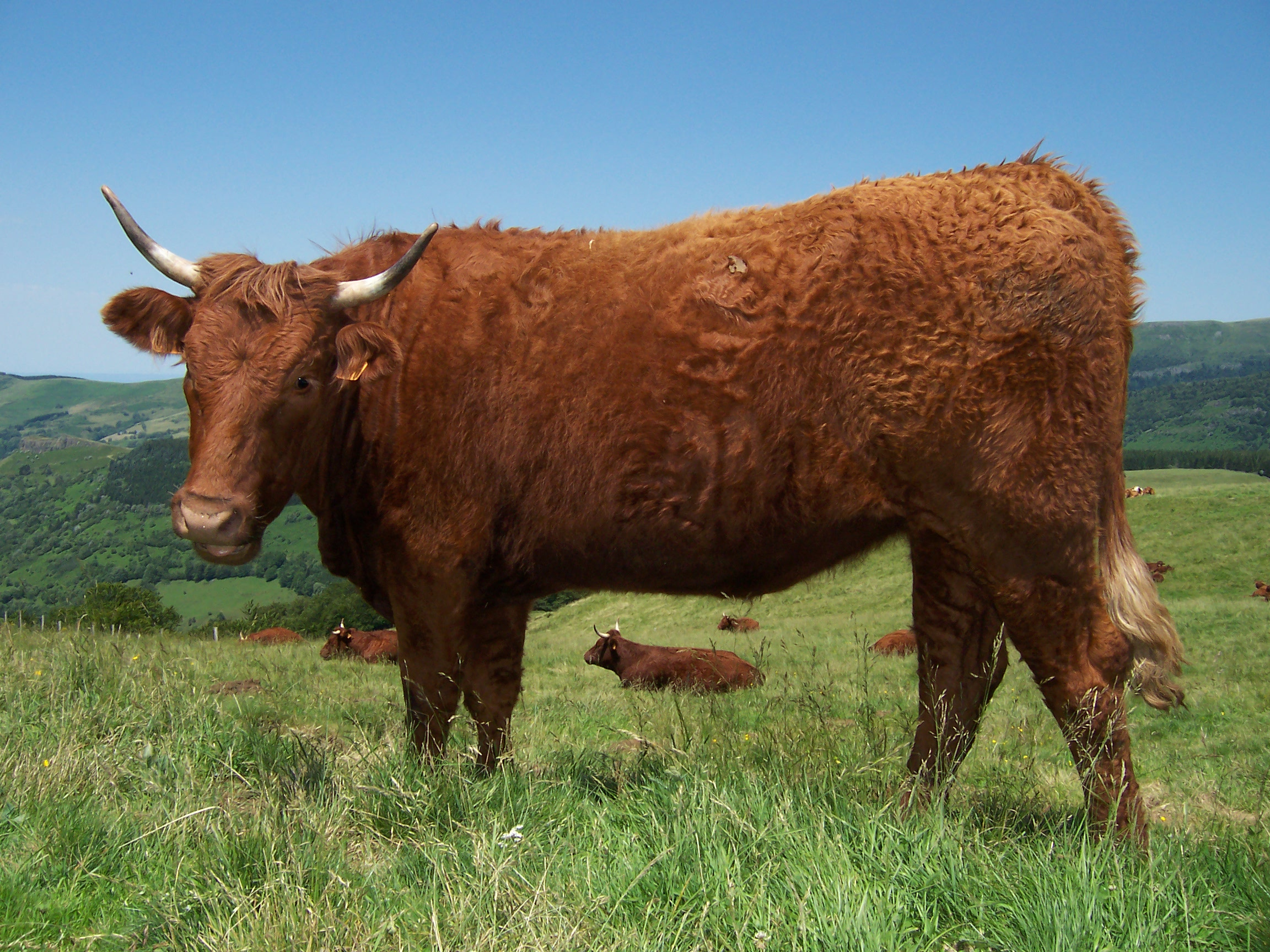
Vaques als Monts del Cantal

Abans del segle xiii el bosc cobria el conjunt del massís, que va ser desbrossat pels pastors per fer pastures per a les vaques de la raça Salers, la llet de les quals s'usa per fer el formatge Cantal i Salers amb AOC.
A les valls hi ha ciutats com Orlhac, Murat, Salers i Vic-sur-Cère. També hi ha moltes esglésies romàniques i castells.

## Protecció mediambiental
El massís forma part del Parc natural regional dels Volcans d'Alvèrnia.